# 保護局
保護局（ほごきょく、Rehabilitation Bureau）は、法務省の内部部局の一つ。

## 職務
- 更生保護（保護観察）などに関する事務

## 組織
- 参事官
- 総務課
  - 恩赦管理官
  - 精神保健観察企画官
- 更生保護振興課
  - 地域連携・社会復帰推進室
  - 保護調査官
- 観察課
  - 処遇企画官